# Gojko Šušak – pobjednik iz sjene
Gojko Šušak – pobjednik iz sjene hrvatski je dokumentarni film autorice Ljiljane Bunjevac Filipović iz 2018. godine. Uz pomoć arhivskih snimki i sugovornika – mnogih svjedoka ratnih zbivanja u Hrvatskoj 1990-ih, autorica rekonstruira život i djelovanje Gojka Šuška, najdugovječnijega hrvatskog ministra obrane. Film je u cijelosti snimljen u produkciji Hrvatske radiotelevizije te prikazan javnosti u povodu 20. obljetnice Šuškove smrti.

## O filmu
Autorica Ljiljana Bunjevac Filipović se u filmu osobito bavi ulogom Gojka Šuška u stvaranju moderne Hrvatske vojske, posebice u vezi s oslobodilačkim operacijama Bljesak i Oluja 1995. godine, kao i priznanjima koja je dobio nakon tih akcija zbog primjene novih vojnih doktrina temeljenih na standardima NATO-a. Također se spominju i godine koje je Šušak proveo u iseljeništvu u Kanadi te njegova suradnja s tadašnjim predsjednikom RH Franjom Tuđmanom, s kojim je bio i blizak prijatelj. O Šušku u filmu govore Damir Krstičević, Miroslav Tuđman, Miomir Žužul, Ante Beljo, Vinko Grubišić, američki odvjetnik David Rivkin, zagrebački muftija Ševko Omerbašić i drugi.
Film je premijerno prikazan 2. svibnja 2018. u Velikoj dvorani Hrvatskoga katoličkoga sveučilišta u Zagrebu te istoga dana u 20:05 sati na prvom programu Hrvatske televizije. U najavi na internetskim stranicama portala Moj TV u povodu prikazivanja filma zapisano je i da je Gojko Šušak bio čovjek od riječi, težak za pregovore, nepokolebljiv u provedbi odluka. Svjetski su ga političari uvažavali i vjerovali mu, a dio domaće javnosti i medija nastojao ga je diskreditirati. Iako je prošlo 20 godina od njegove smrti, još uvijek se o njemu malo zna.

Na svečanoj premijeri filma u Zagrebu, general-bojnik Hrvatske vojske Damir Krstičević, potpredsjednik Vlade RH i ministar obrane, o Gojku Šušku je rekao:

## Kontroverze
Dan poslije premijere filma na HRT-u, novinar portala Telegram u svojem je osvrtu napisao:

## Autori i suradnici
- Redateljica i scenaristica: Ljiljana Bunjevac Filipović
- Direktor fotografije: Damir Bednjanec
- Montažerka: Nina Koletić
- Autor glazbe: Mladen Magdalenić
- Izvršna producentica: Sunčana Hrvatin Kunić[5]

## Vanjske poveznice
- YouTube: Gojko Šušak – pobjednik iz sjene